# Calcio Lecco 1912
Maillots
Actualités
Le Calcio Lecco 1912 est un club italien de football. Il est basé à Lecco dans la province éponyme, en Lombardie.

## Historique
- 1912 - fondation du club sous le nom de Sezione Calcio du Canottieri Lecco
- 1932 - AC Lecco
- 1959-1960 - première saison en Serie A
- 1972 - Calcio Lecco
- 2002 - faillite et refodation avec le nom de AC Città di Lecco
- 2005 - revient au nom et au symbole de Calcio Lecco

## Palmarès
- 1 championnat de Serie C1 : 1971-72
- 1 Coupe anglo-italienne : 1977

## Changements de nom
- 1912-1931 : Società Canottieri Lecco
- 1931-1972 : Associazione Calcio Lecco
- 1972-2002 : Lecco Calcio
- 2002-2005 : Associazione Calcio Città di Lecco
- 2005-2007 : Associazione Calcio Lecco
- 2007- : Calcio Lecco 1912

## Joueurs
- Julio César Abbadie
- Antonio Valentín Angelillo
- Julien Brellier
- Simone Loria
- Cesare Natali
- István Nyers
- Ronnie O'Brien
- Massimo Oddo
- Simone Pepe
- Davide Possanzini

## Anciens entraîneurs
- Roberto Donadoni
- Eraldo Monzeglio
- Guido Ara
- Leopoldo Conti